# Мацумото, Сэйтё
Сэйтё Мацумо́то (яп. 松本 清張 Мацумото Киёхару, 21 декабря 1909, Кокура, Фукуока — 4 августа 1992, Токио) — японский писатель и журналист, лауреат премии Рюноскэ Акутагавы 1952 года, основоположник жанра социального детектива в японской литературе.

## Биография
Мацумото родился в городе Кокура (ныне — в составе Китакюсю). Его настоящее имя — Киёхару Мацумото, «Сэйтё:» — китайско-японское чтение символов его имени. Родился в простой семье и был единственным ребёнком своих родителей. После окончания школы поступил на работу в компанию, оказывающую коммунальные услуги.
Участвовал в литературном кружке металлургического завода Явата Сэйтэцу. В юности читал много революционных брошюр. Был сторонником левого движения, сотрудничал с журналами «Левый фронт» и «Боевое знамя». В связи со своей деятельностью был арестован в 1929 году и помещён в тюрьму города Окура.
До того, как посвятить себя литературе, сменил немало профессий. В частности, работал дизайнером рекламных объявлений в газете Asahi Shinbun. Работу в газете прервала Вторая мировая война. В составе медицинского батальона Мацумото служил в Корее. После окончания войны он вернулся в газету, а 1950 году перевелся в редакцию в Токио.
Несмотря на то, что Мацумото не получил ни специального, ни высшего профессионального образования, он прекрасно писал.
Первые произведения Мацумото появились в 1950-х годах, первые детективные романы появились в 1955 году. Литературный дебют Мацумото был высоко оценен в Японии и в 1956 году завоевал литературную премию Клуба писателей детективного жанра, учреждённую Эдогавой Рампо в 1947 году.
Мацумото написал исторические романы и научную литературу в дополнение к мистическим рассказам и детективам. Он сотрудничал с режиссёром Ёситаро Номура для адаптации восьми из его романов, включая «Крепость на песке», который считают одним из шедевров японского кино.
В 1968 году посещал Кубу и Северный Вьетнам.

### Цитата
— Для него теперь и Париж — пустыня. Куда бы он сейчас ни поехал, везде он как бы в пустыне. Ведь он — человек без родины, человек, потерявший гражданство. Более того, семнадцать лет назад его лишили права на саму жизнь. И для него теперь вся земля — пустыня.— Сэйтё Мацумото «Земля-пустыня»

## Произведения
Переводы работ Мацумото на русский язык:
- Точки и линии[7] — детективная история, начинающаяся как самоубийство двух влюблённых на побережье острова Кюсю.
- Земля-пустыня[8] — политический детектив об охоте на бывшего сотрудника японского консульства в Швейцарии, которого милитаристские круги послевоенной Японии обвинили в предательстве.
- Стена глаз[9] — криминальный роман о мафии, мошенниках и аферах.
- Флаг в тумане[10] — философский детектив с чёткими реминисценциями на «Преступление и наказание».
- В тени
- Поблекший мундир — политический детектив, описывающий попытки милитаризации послевоенной Японии.
- Черное евангелие[11] — детективный роман, действие которого разворачивается в послевоенное время.
- Подводное течение[12] — политический детектив об истории создания Центрального разведывательного управления Японии.
- Среда обитания — повесть о коррупции в политических кругах[13]

- провинциальный сюжет